# Laura Martinozzi
Laura Martinozzi (27. května 1639 – 19. července 1687) byla manželkou modenského vévody. Po jeho smrti se stala regentkou vévodství ve jménu svého syna Františka.

## Život
Narodila se ve městě Fano. Její matkou byla Laura, starší sestra kardinála Mazarina, a otcem Girolamo Martinozzi da Fano, římský šlechtic ze starobylého rodu.
Byla jednou z Mazarinetek: sedmi neteří kardinála, které přivezl do Francie, aby jim zajistil výhodné sňatky. Dva roky žila Laura ve Francii pod opatrovnictvím svého strýce a "kvazi nevlastní matky" Ann Rakouské. Na své šestnácté narozeniny, 27. května 1655, se provdala za modenského vévodu Alfonsa IV. d'Este. Ke svatbě v zastoupení došlo v paláci Compiègne. Modenského vévodu zastupoval hrabě ze Soissons.
Laura zemřela v Římě roku 1687, krátce před narozením svého vnuka Jakuba. Pohřbena byla v estenské kapli kostela San Vincenzo v Modeně.

## Potomci
- 1. František d'Este, dědičný princ modenský (1657–1658)
- 2. Marie Beatrice d'Este (5. 10. 1658 Modena – 7. 5. 1718 Saint-Germain-en-Laye)
  - ⚭ 1673 Jakub II. Stuart (14. 10. 1633 St James's Palace – 16. 9. 1701 Saint-Germain-en-Laye), král Anglie, Skotska a Irska v letech 1685–1688
- 3. František II. d’Este (6. 3. 1660 Modena – 6. 9. 1694 Sassuolo), vévoda z Modeny a Reggia
  - ⚭ 1692 Markéta Marie Farnese (24. 11. 1664 Parma – 17. 6. 1718 tamtéž)